# Paolo Martinelli (vescovo)
Paolo Martinelli (Milano, 22 ottobre 1958) è un vescovo cattolico italiano, dal 1º maggio 2022 vicario apostolico dell'Arabia meridionale.

## Biografia
Nasce a Milano, città capoluogo di provincia e sede arcivescovile, il 22 ottobre 1958. Frequenta le parrocchie di Santa Maria di Lourdes e della Santissima Trinità.

### Formazione e ministero sacerdotale
Dopo il diploma in agraria, il 25 settembre 1978 entra nella provincia di San Carlo in Lombardia dell'ordine dei frati minori cappuccini, l'8 settembre 1980 emette la professione semplice dei voti mentre il 23 dicembre 1984 emette quella perpetua a Cerro Maggiore.
Compie gli studi di teologia nel capoluogo lombardo presso lo studio teologico San Francesco d'Assisi, collegato alla Pontificia Università Antonianum, dal 1980 al 1985.
Il 7 settembre 1985 è ordinato presbitero dal vescovo Renato Corti.
Dopo l'ordinazione è vicario pastorale della Fondazione istituto sacra famiglia a Cesano Boscone. Frequenta, dal 1988 al 1993, la Pontificia Università Gregoriana a Roma, dove consegue la licenza in teologia, nel 1990 ed il dottorato di ricerca in teologia fondamentale nel 1993.
Paolo Martinelli specializza i suoi studi nella teologia spirituale. Tiene seminari e corsi presso la stessa università Gregoriana. Nel 2003 è nominato professore straordinario presso l'Istituto francescano di spiritualità, di cui diventa preside nel 2004. Nel 2010 diviene professore ordinario di teologia degli stati di vita alla Pontificia Università Antonianum. È professore invitato presso l'Istituto di Teologia della Vita Consacrata "Claretianum" della Pontificia Università Lateranense. È autore o curatore di vari libri e collabora alle riviste Communio, Laurentianum, Religiosi in Italia, Italia Francescana.
Dal 2002 è membro del consiglio di presidenza della Conferenza Italiana Superiori Maggiori. Partecipa alle assemblee generali del Sinodo dei vescovi del 2005, 2008, 2010 e 2012. Dal 2006 è consultore presso la Congregazione per gli istituti di vita consacrata e per le società di vita apostolica, mentre dal 2009 è consigliere della segreteria del Sinodo dei vescovi. Dal 2012 è consultore presso la Congregazione per la dottrina della fede.

### Ministero episcopale

#### Vescovo ausiliare di Milano
Il 24 maggio 2014 papa Francesco lo nomina vescovo ausiliare di Milano e vescovo titolare di Musti di Numidia. Il 28 giugno successivo riceve l'ordinazione episcopale, nella cattedrale di Milano, con i vescovi Franco Agnesi e Pierantonio Tremolada, dal cardinale Angelo Scola, co-consacranti il cardinale Dionigi Tettamanzi e il vescovo Mario Delpini (poi arcivescovo). Durante la stessa celebrazione gli viene consegnato il pastorale del vescovo cappuccino Luigi Padovese, concessogli dal suo ordine religioso come eredità spirituale dell'amico, ucciso in Turchia quattro anni prima.
Il 21 settembre successivo il cardinale Scola lo nomina vicario episcopale per la vita consacrata maschile, gli istituti secolari e le nuove forme di vita consacrata. Il 1º ottobre 2020 è nominato, dall'arcivescovo Mario Delpini, vicario episcopale per la vita consacrata maschile e femminile e per la pastorale scolastica.
Ricopre gli incarichi di delegato per la vita consacrata e delegato per la pastorale della sanità presso la Conferenza episcopale lombarda. Presso la Conferenza Episcopale Italiana è membro della Commissione episcopale per la liturgia, dal 2015 al 2021; il 26 maggio 2021 è eletto presidente della Commissione episcopale per il clero e la vita consacrata e presidente della Commissione mista vescovi-religiosi-istituti secolari.

#### Vicario apostolico dell'Arabia meridionale
Il 1º maggio 2022 papa Francesco lo nomina vicario apostolico dell'Arabia meridionale; succede a Paul Hinder, dimissionario per raggiunti limiti di età. Il 2 luglio successivo prende possesso del vicariato, nella cattedrale di San Giuseppe ad Abu Dhabi.

## Genealogia episcopale
La genealogia episcopale è:
- Cardinale Scipione Rebiba
- Cardinale Giulio Antonio Santori
- Cardinale Girolamo Bernerio, O.P.
- Arcivescovo Galeazzo Sanvitale
- Cardinale Ludovico Ludovisi
- Cardinale Luigi Caetani
- Cardinale Ulderico Carpegna
- Cardinale Paluzzo Paluzzi Altieri degli Albertoni
- Papa Benedetto XIII
- Papa Benedetto XIV
- Papa Clemente XIII
- Cardinale Marcantonio Colonna
- Cardinale Giacinto Sigismondo Gerdil, B.
- Cardinale Giulio Maria della Somaglia
- Cardinale Carlo Odescalchi, S.I.
- Cardinale Costantino Patrizi Naro
- Cardinale Lucido Maria Parocchi
- Papa Pio X
- Papa Benedetto XV
- Papa Pio XII
- Cardinale Eugène Tisserant
- Cardinale Bernardin Gantin
- Cardinale Angelo Scola
- Vescovo Paolo Martinelli, O.F.M.Cap.

## Opere
Elenco parziale delle opere

### Libri
- Paolo Martinelli, Vita nuova in Cristo risorto. Parola, gesto e canto per celebrare la Pasqua, Edizioni Paoline, 1990, ISBN 88-315-0232-8.
- Paolo Martinelli, La morte di Cristo come rivelazione dell'amore trinitario. Nella teologia di Hans Urs von Balthasar, Jaca Book, 1996, ISBN 88-16-30301-8.
- Paolo Martinelli, La testimonianza. Verità di Dio e libertà dell'uomo, Milano, Edizioni Paoline, 2002, ISBN 88-315-2403-8.
- Paolo Martinelli, Riconoscere l'amore. San Francesco d'Assisi e la fede, Assisi, Edizioni Porziuncola, 2006, ISBN 88-270-0563-3.
- Paolo Martinelli, L'umiltà di Dio. Eucaristia: mistero di una presenza, Assisi, Edizioni Porziuncola, 2011, ISBN 9788827009383.
- Paolo Martinelli, Dammi fede diritta. Con Francesco d’Assisi per ricominciare a credere, Assisi, Edizioni Porziuncola, 2012, ISBN 9788827010082.
- Paolo Martinelli, Francesco d'Assisi e la misericordia, Bologna, Edizioni Dehoniane Bologna, 015, ISBN 978-88-10-51353-8.

### Articoli
- Paolo Martinelli, L'amore non è solo un sentimento nuovo ma anche una nuova intelligenza di tutta la realtà, in Zenit, 15 settembre 2013. URL consultato il 10 maggio 2015.
- Paolo Martinelli, Minorità e ministeri fraterni (PDF), www.fraticappuccini.it, 2005. URL consultato il 10 maggio 2015.
- Paolo Martinelli, Teologia spirituale e formazione (PDF), www.fraticappuccini.it, 2005. URL consultato il 10 maggio 2015.
- Paolo Martinelli, La forma eucaristica dell'esistenza cristiana (PDF), www.fraticappuccini.it, 2006. URL consultato il 10 maggio 2015.
- Paolo Martinelli, Testimoni di Gesù risorto, speranza del mondo (PDF), www.fraticappuccini.it, 2006. URL consultato il 10 maggio 2015.
- Paolo Martinelli, Testimoni di Gesù risorto, vita affettiva e consacrazione (PDF), www.fraticappuccini.it, 2007. URL consultato il 10 maggio 2015.
- Paolo Martinelli, La Parola e la carne (PDF), www.fraticappuccini.it, 2008. URL consultato il 10 maggio 2015.
- Paolo Martinelli, Restituire alla fede cristiana piena cittadinanza (PDF), www.fraticappuccini.it, 2008. URL consultato il 10 maggio 2015.
- Paolo Martinelli, San Francesco e la fede. Attualità di una esperienza cristiana (PDF), www.fraticappuccini.it, 2009. URL consultato il 10 maggio 2015.
- Paolo Martinelli, Povertà volontaria nell’era della globalizzazione: quale testimonianza dei consacrati? (PDF), www.fraticappuccini.it, 2010. URL consultato il 10 maggio 2015.
- Paolo Martinelli, Allargare gli spazi della libertà (PDF), www.fraticappuccini.it, 2010. URL consultato il 10 maggio 2015.
- Paolo Martinelli, La teologia spirituale dopo Moioli (PDF), in Teologia, vol. 39, 2014,  pp. 333-343. URL consultato il 2 maggio 2022.
- Paolo Martinelli, Sacerdozio e vita consacrata nella Chiesa (MP3), www.suoreadoratrici.it, 12 febbraio 2015. URL consultato il 10 maggio 2015 (archiviato dall'url originale il 2 aprile 2015).
- Paolo Martinelli, Siamo qui con Francesco (MP3), 6 maggio 2015. URL consultato il 20 luglio 2015.
- Paolo Martinelli, Veglia di preghiera in memoria dei martiri di oggi (MP3), 24 marzo 2015. URL consultato il 20 luglio 2015.
- Paolo Martinelli, Mistero di una presenza, presenza di un mistero. Attualità e attualizzazioni delle Conversazioni Eucaristiche del beato Francesco Spinelli, in Il Pozzo di Giacobbe. Quaderni di Spiritualità 1 (2009), pp. 41-106 (PDF), www.suoreadoratrici.com, 2009. URL consultato l'8 gennaio 2018.